# Alberto Denti di Pirajno
Alberto Denti di Pirajno (* 7. März 1886 in La Spezia; † 15. Januar 1968 in Rom) war ein sizilianischer Schriftsteller, Arzt in Nordafrika und Gastronom. 
Denti di Pirajno gehörte der italienischen Hocharistokratie an und war jahrzehntelang in den italienischen Kolonien tätig – zuerst als Leibarzt, später als Kabinettchef des Herzogs von Aosta, des Vizekönigs von Italienisch-Ostafrika. Von 1941 bis 1943 war er Gouverneur von Tripolis. 
Seine Sammlung von Erzählungen Das Mädchen auf dem Delphin gibt tiefe Einblicke in die Welt der Araber, Berber und Schwarzafrikaner der ehemaligen italienischen Kolonial- und Mandatsgebiete von Tripolis bis Abessinien.
Sein Roman Mara Lumera spielt im sizilianischen Mafiamilieu. 

## Werke
- Das Mädchen auf dem Delphin. Erzählungen. [Aus d. Engl. ins Dt. übertr. von Johannes Piron], Goldmanns gelbe Taschenbücher, Bd. 878. München: Goldmann, 1962
- Überlistete Dämonen [Un medico in Africa]. Meine Erlebnisse als Arzt in Nordafrika. Übersetzt [aus dem Italienischen] von J. Piron. Düsseldorf, Diederichs, 1955
- Ippolita. München: Winkler Verlag, 1962
- Mara Lumera [The Love Song of Mara Lumera]. Mit einer Einführung von E. Lipper. Ins Deutsche übertragen von Chr. Spiel. Genf, Edito-Service/Freizeit-Bibliothek, 1971